# باشگاه فوتبال مونیسیپال لیمنیو
باشگاه فوتبال دپورتیوو مونیسیپال لیمنیو یک باشگاه فوتبال حرفه‌ای السالوادوری است که در سانتا روزا د لیما، لا یونیون، السالوادور واقع شده است. ورزشگاه خانگی آنها ورزشگاه خوزه رامون فلورس با ظرفیت ۵۰۰۰ نفر است.
لیمینو پنج عنوان قهرمانی دسته دوم را به دست آورده و سه بار نایب قهرمان لیگ برتر شده است.